# Васнецов, Александр Михайлович
Алекса́ндр Миха́йлович Васнецо́в (5 [17] сентября 1861, Рябово, Вятская губерния — 10 апреля 1927, Вятка) — русский фольклорист, младший брат художников Виктора и Аполлинария Васнецовых.

## Биография
Родился 5 [17] сентября 1861 года в селе Рябово (ныне — Зуевский район Кировской области).
В 1876 году окончил Вятскую земскую учительскую семинарию (1-й вып.) и получил звание народного учителя. Вместе с ним окончил училище брат Степана Николаевича Халтурина Пётр; в 1878 году здесь же окончил учёбу Аркадий Васнецов.
Служил народным учителем. Собрал и издал свыше 350 русских народных песен и причитаний Вятской губернии. Составленный им классический сборник «Песни Северо-Восточной России» (1894) сыграл значительную роль в развитии краеведческих методов собирания и изучения фольклора.